# Полтавка (Рязанская область)
Полтавка — деревня в Шиловском районе Рязанской области в составе Инякинского сельского поселения.

## Географическое положение
Деревня Полтавка расположена на Окско-Донской равнине на левом берегу реки Мильчус в 25 км к северо-востоку от пгт Шилово. Расстояние от деревни до районного центра Шилово по автодороге — 29 км.
К западу от деревни расположено урочище Хоромы, с востока вплотную к реке Мильчус подступает значительный лесной массив. Ближайшие населенные пункты — деревня Сельцо-Сергиевка, села Дубровка и Наследничье.

## Население
| 2010 |
| ---- |
| 37   |

По данным переписи населения 2010 г. в деревне Полтавка постоянно проживают 37 чел. (в 1992 г. — 63 чел.).

## Происхождение названия
Свое название деревня получила в память о Полтавской баталии 1709 г.

## История

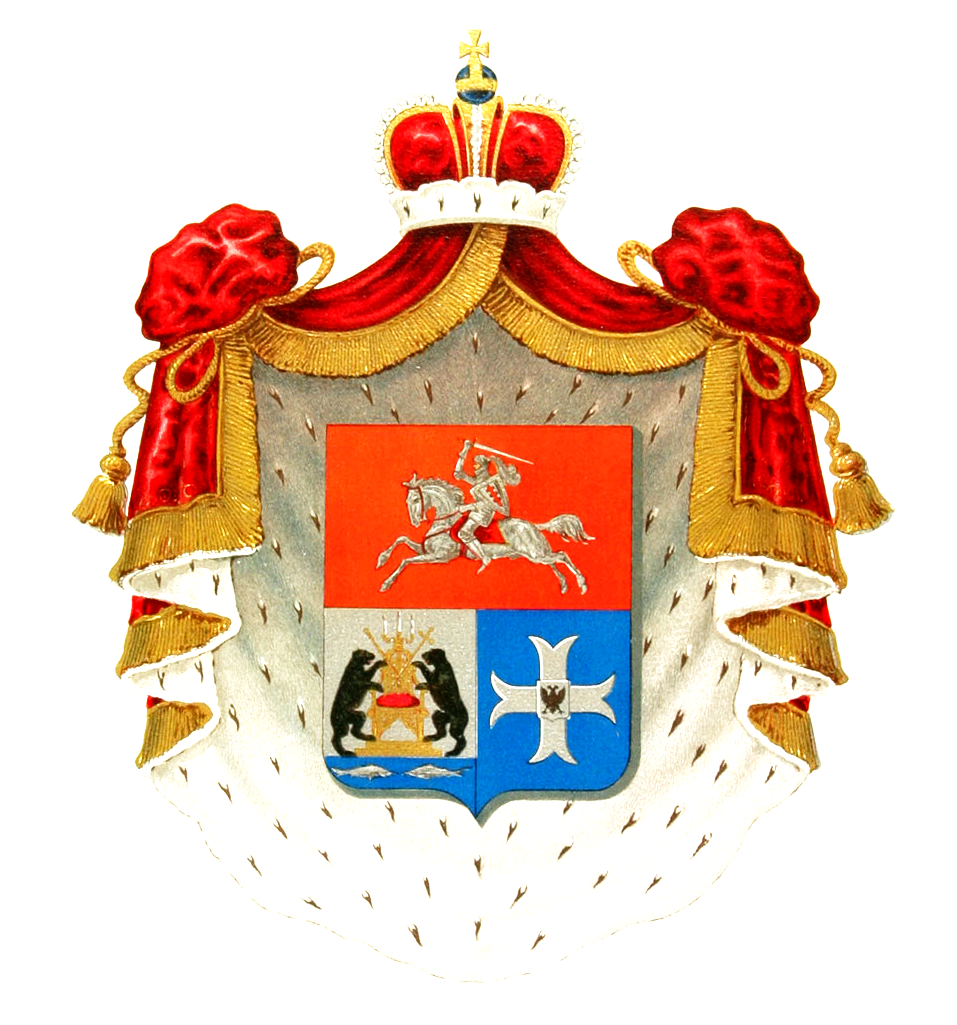
Герб рода князей Голицыных.

Деревня основана в 1709—1710 гг. на собственных землях князем Иваном Алексеевичем Голицыным (1658+1729 гг.) и получила название в память о Полтавской баталии 1709 г., в которой он участвовал.
По данным И. В. Добролюбова, к 1891 г. деревня Полтавка относилась к приходу Никольской церкви села Дубровка, и в ней насчитывалось 22 крестьянских двора.

## Транспорт
Через деревню Полтавка проходит автомобильная дорога регионального значения Р125: «Ряжск — Касимов — Нижний Новгород».